# John Cooke (aviron)
Pour les articles homonymes, voir John Cooke.
John Cooke (né le 9 avril 1937 et mort le 26 décembre 2005) est un rameur américain. Il participe aux Jeux olympiques d'été de 1956 dans l'épreuve du huit et remporte le titre.

## Palmarès

### Jeux olympiques
- Jeux olympiques de 1956 à Melbourne,  Australie
  -  Médaille d'or.